# Quercus dongfangensis
Quercus dongfangensis — вид рослин з родини букових (Fagaceae), ендемік Китаю.

## Поширення й екологія
Ендемік Китаю — провінції Хайнань. Ймовірно, зростає в субтропічних або помірних гірських лісах. Росте на висотах до 1500 м.